# Cyanoramphus
Cyanoramphus är ett fågelsläkte i familjen asiatiska och australiska papegojor inom ordningen papegojfåglar. Arterna i släktet förekommer eller förekom på öar öster om Australien, i och kring Nya Zeeland och på Sällskapsöarna. Idag är alla arter hotade och flera utdöda. Listan nedan med nio arter följer AviList:
- Tahitiparakit (C. zealandicus) – utdöd
- Raiateaparakit (C. ulietanus) – utdöd
- Nyakaledonienparakit (C. saisseti)
- Chathamparakit (C. forbesi)
- Norfolkparakit (C. cookii)
- Antipodparakit (C. unicolor)
- Gulpannad parakit (C. auriceps)
- Orangepannad parakit (C. malherbi)
- Rödpannad parakit (C. novaezelandiae)